# 櫻井眞
櫻井 眞（さくらい まこと、1946年6月16日 - ）は、日本のエコノミスト。学位は、経済学修士（東京大学・1972年）。サクライ・アソシエイト国際金融研究センター代表。新字体で桜井 真（さくらい まこと）とも表記される。
日本輸出入銀行（現・国際協力銀行）海外投資研究所調査研究グループ・開発経済グループ主任研究員、株式会社大正海上基礎研究所研究部部長・主席研究員、三井海上投資顧問株式会社取締役、株式会社三井海上基礎研究所国際金融研究センター所長、日本銀行政策委員会審議委員などを歴任した。

## 来歴

### 生い立ち
1946年6月16日生まれ、東京都出身。中央大学に進学し、経済学部にて学んだ。1970年3月、中央大学を卒業した。その後、東京大学の大学院に進学し、経済学研究科にて学んだ。1976年3月、東京大学の大学院における博士課程を単位取得退学した。なお、東京大学の大学院においては、1972年に「ケインズ的経済成長の動学的性格」と題した4ページの修士論文を提出しており、修士の学位を取得している。

### エコノミストとして
1976年4月、日本輸出入銀行（現在の国際協力銀行の前身）に入行した。1989年4月には、日本輸出入銀行の海外投資研究所にて、調査研究グループ・開発経済グループの主任研究員に就任した。同年10月、大正海上基礎研究所（MS&AD基礎研究所の源流のひとつ）に転じ、研究部の部長および主席研究員に就任した。また、1992年には、三井海上投資顧問（三井住友アセットマネジメントの源流のひとつ）の取締役にもなった。1996年4月、大正海上基礎研究所を改組した三井海上基礎研究所（MS&AD基礎研究所の源流のひとつ）の国際金融研究センターにて所長に就任した。2007年4月、サクライ・アソシエイト国際金融研究センターの代表となった。2016年4月1日より、日本銀行の政策委員会にて審議委員となった。金融政策の分野では無名であり、審議委員就任時には市場関係者に驚きを持って迎えられた。2021年3月31日に審議委員を任期満了により退任した。

## 人物
公表された職歴
日本銀行政策委員会審議委員への就任を受け、日本銀行よりこれまでの職歴が公表されたが、その内容に対して疑問が呈されている。日本銀行のウェブサイトには、これまでの履歴として「昭和59年4月 大蔵省財政金融研究室特別研究員」（原文ママ）と記載されているが、当時の職員録に氏名が掲載されていないと『週刊ポスト』から指摘された。さらに、財務省大臣官房秘書課も「特別研究員という役職の有無や八四年という時期の在籍は確認できない」（原文ママ）としている。これらの点は国会でも問題視され、衆議院財務金融委員会の審議にて櫻井が「いろいろと組織を動き、異動が激しかったため時期などが多少ずれている可能性がある。申し訳ない」と謝罪する事態となった。なお、財務省大臣官房秘書課によれば、櫻井が1990年から1996年にかけて「財政金融研究所特別研究官」を務めた記録はあるとしている。

## 略歴
- 1946年 - 誕生[1][4]。
- 1970年 - 中央大学経済学部卒業[1]。
- 1976年 - 東京大学大学院経済学研究科博士課程退学[2]。
- 1976年 - 日本輸出入銀行入行[1]。
- 1989年 - 日本輸出入銀行海外投資研究所調査研究グループ・開発経済グループ主任研究員[1]。
- 1989年 - 大正海上基礎研究所研究部部長・主席研究員[1]。
- 1990年 - 財政金融研究所特別研究官[6]。
- 1992年 - 三井海上投資顧問取締役[4]。
- 1996年 - 三井海上基礎研究所国際金融研究センター所長[1]。
- 2007年 - サクライ・アソシエイト国際金融研究センター代表[1]。
- 2016年 - 日本銀行政策委員会審議委員[1]。
- 2021年 - 日本銀行政策委員会審議委員[1]を任期満了により退任。

## 日銀政策委員会審議委員として
2016年4月1日、審議委員に就任。
就任後、初めて出席した2016年4月27日・28日の金融政策決定会合では、量的・質的金融緩和政策、 マイナス金利を導入した金利政策に賛成した。
2021年3月31日、審議委員を任期満了により退任した。